# The Hill
The Hill, транскрипция «Хилл» — (в переводе с англ. — «холм», метафора Капитолия США) — американское печатное и интернет-издание о политике. Принадлежит компании News Communications.

## История
Газета начала издаваться в 1994 году в Вашингтоне. Изначально она была еженедельной, но с 2003 года стала выходить каждый день, когда проходят заседания Конгресса США. Тираж печатной версии — 24 000 экземпляров. Согласно similarweb.com, в сентябре 2019 года ежемесячно на сайт совершалось около 50 млн уникальных посещений, и он являлся тысяча двухсотым в мировом рейтинге. Кроме печатного и интернет издания, есть собственное телевидение, транслируемое через сайт. Основными конкурентами газеты специализированные сайты называют Politico and Roll Call. Руководство издания утверждает, что оно прибыльное. Также существует платное приложение The Hill Extra..

## О News Communications Inc
Непосредственным управлением The Hill занимается компания Capitol Hill Publishing. Она является дочерней организацией News Communications, которая базируется в Нью-Йорке и издает более 20 городских изданий — в Куинсе, Манхэттене и других частях мегаполиса. Создатель и крупнейший акционер Джерри Финкельштейн умер в 2012 году в возрасте 96 лет. Он был председателем демократической партии Нью-Йорка. Финкельштейн общался с такими людьми, как Джон Ф. Кеннеди, Линдон Джонсон и Нельсон Рокфеллер. Его сын — Эндрю Штейн — был президентом городского совета Нью-Йорка.

## Руководство издания
Редактор газеты — Боб Кьюсак — работает в политической журналистике с 1995 года. С 2003 он присоединился к The Hill и начал писать о бизнесе и лоббизме. С 2014 возглавил издание. Он является многократным обладателем профессиональных наград в США.
Издатель — Питер Гринберг. До прихода в газету был одним из основателей и возглавлял консалтинговое агентство Forest Hills Consulting, которое занималось развитием технологических стартапов. До собственного бизнеса Гринберг занимал высокие посты в Google и Twitter.